# Noel Mason-MacFarlane
Noel Mason-MacFarlane, né le 23 octobre 1889 à Cookham et mort le 12 août 1953 à Twyford, est un homme politique et militaire britannique qui fut gouverneur de Gibraltar de mai 1942 à février 1944.